# Grábóc
Grábóc là một thị trấn thuộc hạt Tolna, Hungary. Thị trấn này có diện tích 13,73 km², dân số năm 2010 là 167 người, mật độ 12 người/km².